# رزی وارد
رزی وارد (ارمنی: Ռոզի Վարդ; فرانسوی: Rosy Varte‎; زاده ۲۲ نوامبر ۱۹۲۳ – درگذشته ۱۴ ژانویهٔ ۲۰۱۲) بازیگر فرانسوی ارمنی‌تبار بود. از سال ۱۹۴۹ تقریبا در ۱۰۰ فیلم سینمایی و تلویزیونی حضور یافت.

## زندگی و پیشه
با نام اصلی نوارت مانوئلیان (فرانسوی: Nevarte Manouelian‎) در استانبول، ترکیه به دنیا آمد و در کودکی به فرانسه مهاجرت کرد.

## درگذشت
وی پس از مبارزه با بیماری برونشیت، که به عفونت ریه تبدیل شده بوده سرانجام در روز ۱۴ ژانویه ۲۰۱۲ در سن ۸۸ سالگی در بیمارستان آمریکایی در نوی-سور-سن درگذشت.

## گزیده فیلمشناسی
از فیلم‌ها یا برنامه‌های تلویزیونی که وی در آنها نقش داشته‌است می‌توان به آثار زیر اشاره کرد:
- عشق در گریز (۱۹۷۸)
- کن‌کن فرانسوی (۱۹۵۴)
- ترس بر فراز شهر (۱۹۷۵)
- منون (۱۹۴۹)
- عشق در بیست‌سالگی (۱۹۶۲)

## جوایز
وی برندهٔ جوایزی همچون لژیون دونور شده‌است.